# Nothing Breaks Like a Heart
Nothing Breaks Like a Heart ist ein Lied des britischen Musikers und Produzenten Mark Ronson und der US-amerikanischen Popsängerin Miley Cyrus. Das Lied erschien als erste Single aus Ronsons fünftem Studioalbum Late Night Feelings am 29. November 2018.

## Hintergrund
Ronson und Cyrus schrieben das Lied im Mai 2018 und teilten zu diesem Zeitpunkt in den sozialen Medien mit, dass sie zusammen im Studio arbeiteten. Im Juni 2018 bestätigte Ronson, dass das gemeinsame Lied bald veröffentlicht werde. Am 25. November 2018 kündigte Ronson die Veröffentlichung der Single an. Einen Tag später kündigte auch Cyrus die Veröffentlichung an und beendete damit ihre viermonatige Social-Media-Pause.

## Liveauftritte
Ronson und Cyrus traten mit dem Lied erstmals am 7. Dezember 2018 bei The Graham Norton Show auf. Am 13. und 15. Dezember 2018 folgten jeweils gemeinsame Auftritte in der Live Lounge von BBC Radio 1 und bei Saturday Night Live. Am 28. Januar 2019 traten Ronson und Cyrus in The Ellen DeGeneres Show auf.

## Musikvideo
Cyrus veröffentlichte am 26. November 2018 erstmals eine Vorschau des Musikvideos auf Instagram und Twitter. Die Dreharbeiten für das Musikvideo fanden im Oktober 2018 in Kiew statt, und einige Szenen wurden auf der New Darnytskyi Bridge gedreht. Das Musikvideo zeigt Cyrus auf der Flucht vor der Polizei. Währenddessen wird ein Nachrichtenbericht von „Mileys wilder Fahrt“ eingeblendet. In dem Video werden unterschiedliche politische Themen wie Waffenkontrolle, Vorwürfe gegen die Kirche, die Auswirkungen der Sozialen Medien und die LGBT-Gesellschaft behandelt.
Das Musikvideo wurde am 29. November 2018 veröffentlicht. Das Video hatte im Dezember 2022 über 300 Millionen Aufrufe.
Einen Tag später erschien ein vertikales Video exklusiv auf Spotify. Am 9. Januar 2019 wurde das vertikale Video auch auf Cyrus’ YouTube-Kanal veröffentlicht.

## Kommerzieller Erfolg

### Chartplatzierungen
| ChartsChartplatzierungen       | Höchstplatzierung | Wochen |
| ------------------------------ | ----------------- | ------ |
| Deutschland (GfK)              | 16 (23 Wo.)       | 23     |
| Österreich (Ö3)                | 20 (17 Wo.)       | 17     |
| Schweiz (IFPI)                 | 10 (27 Wo.)       | 27     |
| Vereinigte Staaten (Billboard) | 43 (13 Wo.)       | 13     |
| Vereinigtes Königreich (OCC)   | 2 (31 Wo.)        | 31     |

| ChartsJahrescharts (2019)    | Platzierung |
| ---------------------------- | ----------- |
| Deutschland (GfK)            | 63          |
| Schweiz (IFPI)               | 41          |
| Vereinigtes Königreich (OCC) | 28          |

### Auszeichnungen für Musikverkäufe
| Land/Region                  | Auszeichnungen für Musikverkäufe (Land/Region, Auszeichnung, Verkäufe) | Verkäufe  |
| ---------------------------- | ---------------------------------------------------------------------- | --------- |
| Australien (ARIA)            | 6× Platin                                                              | 420.000   |
| Belgien (BRMA)               | Gold                                                                   | 20.000    |
| Brasilien (PMB)              | Diamant                                                                | 160.000   |
| Dänemark (IFPI)              | Platin                                                                 | 90.000    |
| Deutschland (BVMI)           | Platin                                                                 | 400.000   |
| Frankreich (SNEP)            | Diamant                                                                | 333.333   |
| Irland (IRMA)                | Platin                                                                 | 15.000    |
| Italien (FIMI)               | Platin                                                                 | 50.000    |
| Kanada (MC)                  | 2× Platin                                                              | 160.000   |
| Mexiko (AMPROFON)            | 3× Gold                                                                | 90.000    |
| Neuseeland (RMNZ)            | 3× Platin                                                              | 90.000    |
| Norwegen (IFPI)              | Platin                                                                 | 60.000    |
| Österreich (IFPI)            | Platin                                                                 | 30.000    |
| Polen (ZPAV)                 | 4× Platin                                                              | 80.000    |
| Portugal (AFP)               | Gold                                                                   | 5.000     |
| Schweden (IFPI)              | Gold                                                                   | 40.000    |
| Schweiz (IFPI)               | Platin                                                                 | 20.000    |
| Spanien (Promusicae)         | 2× Platin                                                              | 120.000   |
| Vereinigte Staaten (RIAA)    | Platin                                                                 | 1.000.000 |
| Vereinigtes Königreich (BPI) | 2× Platin                                                              | 1.610.000 |
| Insgesamt                    | 4× Gold · 27× Platin · 2× Diamant ·                                    | 4.793.333 |

Hauptartikel: Miley Cyrus/Auszeichnungen für Musikverkäufe